# Cutandia
Cutandia is een geslacht uit de grassenfamilie (Poaceae). De soorten van dit geslacht komen voor in delen van Europa, Afrika en Azië.

## Soorten
Van het geslacht zijn de volgende soorten bekend: 
- Cutandia dichotoma
- Cutandia divaricata
- Cutandia incrassata
- Cutandia lanceolata
- Cutandia maritima
- Cutandia memphitica
- Cutandia philistaea
- Cutandia rigescens
- Cutandia scleropoides
- Cutandia stenostachya